# Saison 2011-2012 du Valenciennes FC
Maillots
Chronologie
Saison précédente Saison suivante
La saison 2011-2012 du Valenciennes FC voit le club disputer la soixante-quatorzième édition de la première division française, après avoir terminé douzième lors du précédent exercice.
Le départ de Philippe Montanier à la Real Sociedad entraîne l'arrivée de Daniel Sanchez, entraîneur de 58 ans, qui a contribué précédemment à la montée et au maintien de Tours en deuxième division. Ce dernier, a été élu entraîneur de l'année 2010 de Ligue 2 par le magazine France Football.
Outre l'arrivée d'un nouveau technicien à la tête de l'équipe, Valenciennes évolue cette saison dans le nouveau Stade du Hainaut, Après près de 80 ans de rattachement au Stade Nungesser. Doté de 25 172 places assises, il a pour objectif d'installer durablement le club parmi l'élite du football professionnel français. Enfin, Francis Decourrière, président du club depuis 2004, tire sa révérence et est remplacé par Jean-Raymond Legrand, natif de Valenciennes.
Après une entame très difficile, Valenciennes empoche sa première victoire lors de la sixième journée et se classe treizième du championnat à mi-saison. La deuxième partie de championnat est semblable à la première, enchaînant des résultats variés, le club n'assure seulement son maintien qu'à la dernière journée et une victoire face à Caen qui voit émerger les rouges et blancs à la douzième place du classement final.
En Coupe de France le club atteint pour la première fois depuis sa remontée les quarts de finale, éliminé par le Stade rennais à domicile. Enfin en Coupe de la Ligue, il sera éliminé dès son entrée en lice par Dijon.

## Avant-Saison

### Préparation de la saison

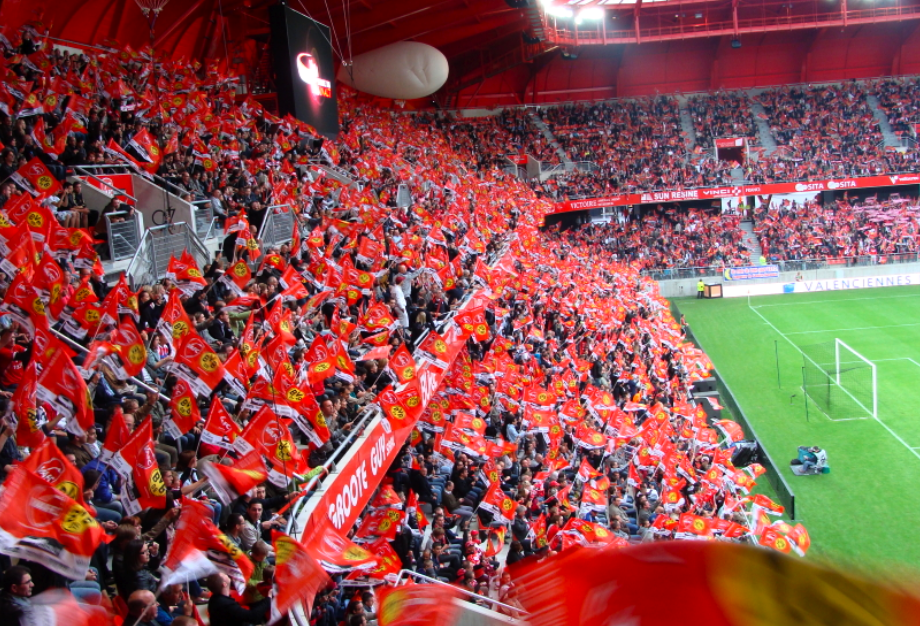
Tribune Nord lors du match inaugural du stade du Hainaut

Le programme de la reprise s’opère en deux stages : l'un à Pornic (du 3 au 10 juillet) et l'autre aux Pays-Bas (du 27 au 30 juillet) avec un total de six matchs amicaux.
Les équipes d'Amiens, Angers, La Gantoise, et Nimègue évoluent dans des championnats hiérarchiquement inférieurs à celui du VAFC, alors que le Borussia Dortmund évolue dans un championnat hiérarchiquement supérieur. Excepté le champion d'Allemagne, Valenciennes joue également un match de préparation contre le champion de France et voisin Lillois.
Le bilan est d'une victoire, deux nuls, et trois défaites dont trois buts marqués et sept buts encaissés.

### Objectif de la saison
L'objectif déclaré en début de saison est le maintien. David Ducourtioux, au club depuis 2007, lâche également en conférence de presse de « Faire mieux dans les Coupes et de donner du plaisir aux gens ».

### Mouvements de joueurs
Milan Biševac rejoint le Paris Saint-Germain le 25 juillet 2011 où il y retrouvera Antoine Kombouaré ancien entraîneur de VA. Pour pallier son départ, les dirigeants valenciennois se sont penchés du côté du Brésil en faisant signer le défenseur sud-américain Gil. Excepté ces deux transferts, l'effectif reste presque inchangé comme le souligne le portier Nicolas Penneteau en conférence de presse « Le groupe est quasiment le même que l'année dernière, il est cohérent. »
Durant le mercato hivernal, le club signe les milieux Pape Abdou Camara, afin de densifier son entrejeu, et le Suédois Dusan Djuric.

## Compétitions

### Coupe de France

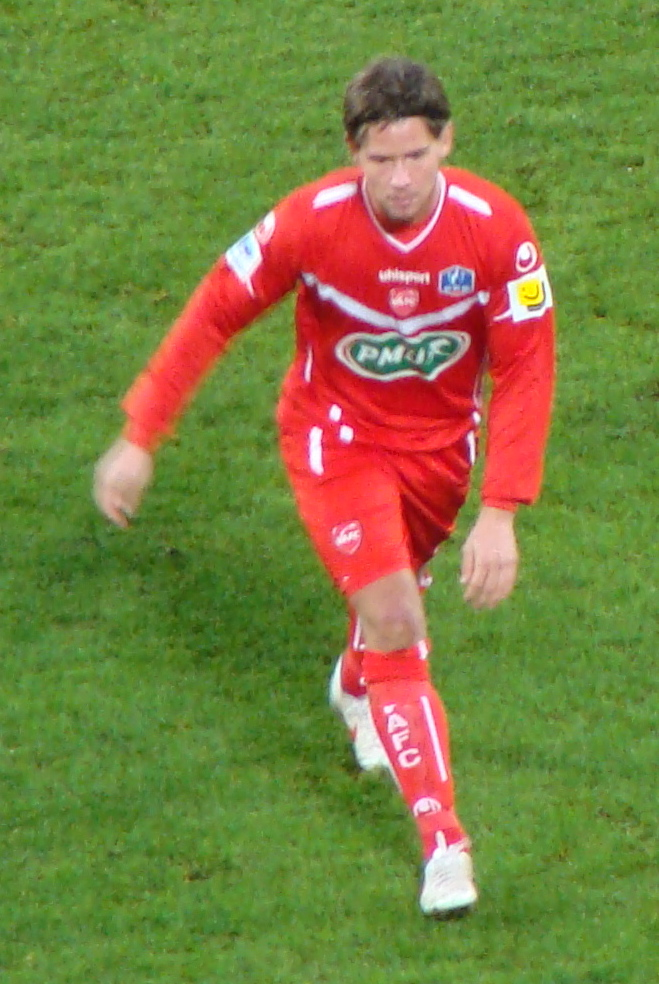
Djuric lors de son premier match, contre Bastia en Coupe de France.

La coupe de France 2011-2012 est la 95e édition de la coupe de France, une compétition à élimination directe mettant aux prises tous les clubs de football amateurs et professionnels à travers la France métropolitaine et les DOM-TOM. Elle est organisée par la FFF et ses ligues régionales.
À la grande surprise des supporters, Valenciennes fait cette saison son meilleur parcours en Coupe de France depuis 1993-1994 en atteignant les quarts de finale de la compétition.
VA entre en lice au 9e tour. Son premier match est joué face à l'équipe du Mans, pensionnaire de la deuxième division française. Depuis sa remontée en Ligue 1, les rouges et blancs n'ont jamais battu les manceaux. Pourtant dominé, le VAFC s'imposer sur le score de deux buts à zéro.
Au 10e tour, Valenciennes affronte le Sporting club Bastia au Stade du Hainaut. C'est Jean-Louis Leca, formé à Bastia et actuellement sous contrat avec VA, qui donne le coup d'envoi de la rencontre. Valenciennes sort une nouvelle fois victorieux, cette fois-ci sur le score de trois buts à un.
Les huitièmes de finale voient le VAFC confronter, le voisin et tenant du titre, Lille. Grâce à des réalisations de Mathieu Dossevi et Vincent Aboubakar, Valenciennes s'impose et accède aux quarts de finale, où il chute néanmoins face au Stade rennais, un autre club de Ligue 1 (1-3).
| Tour     | Date            | Adversaire    | Division     | Lieu                           | Score | Résultat |
| -------- | --------------- | ------------- | ------------ | ------------------------------ | ----- | -------- |
| 9e tour  | 6 janvier 2012  | Le Mans FC    | Ligue 2 (D2) | MMArena, Le Mans               | 0-2   | qualifié |
| 10e tour | 22 janvier 2012 | SC Bastia     | Ligue 2 (D2) | Stade du Hainaut, Valenciennes | 3-1   | qualifié |
| 11e tour | 8 février 2012  | Lille OSC     | Ligue 1 (D1) | Stade du Hainaut, Valenciennes | 2-1   | qualifié |
| 12e tour | 21 mars 2012    | Stade Rennais | Ligue 1 (D1) | Stade du Hainaut, Valenciennes | 1-3   | éliminé  |

### Coupe de la Ligue
La Coupe de la Ligue 2011-2012 est la 18e édition de la Coupe de la Ligue, compétition à élimination directe organisée par la Ligue de football professionnel (LFP) depuis 1994, qui rassemble uniquement les clubs professionnels de Ligue 1, Ligue 2 et National. Depuis 2009, la LFP a instauré un nouveau format de coupe plus avantageux pour les équipes qualifiées pour une coupe d'Europe.
Le tirage au sort effectué le 11 août voit le VAFC se déplacer à Dijon. Privé de sept internationaux, Valenciennes va s'incliner sur le score de trois buts à deux. Mathieu Dossevi et Grégory Pujol seront les buteurs.
| Tour | Date             | Adversaire | Division | Lieu                       | Score | Résultat |
| ---- | ---------------- | ---------- | -------- | -------------------------- | ----- | -------- |
| 2e   | mercredi 31 août | Dijon FCO  | Ligue 1  | Stade Gaston-Gérard, Dijon | 3 - 2 | éliminé  |

### Calendrier en Ligue 1
| Date              | Journée | Adversaire                    | Lieu                         | Score | Classement | Nombre de points |
| ----------------- | ------- | ----------------------------- | ---------------------------- | ----- | ---------- | ---------------- |
| 6 août 2011       | J01     | SM Caen - VAFC                | Stade Michel-d'Ornano        | 1-0   | 16e        | 0                |
| 13 août 2011      | J02     | VAFC - Stade brestois 29      | Stade du Hainaut             | 0-0   | 16e        | 1                |
| 21 août 2011      | J03     | Paris Saint-Germain - VAFC    | Parc-des-Princes             | 2-1   | 19e        | 1                |
| 27 août 2011      | J04     | VAFC - Bordeaux               | Stade du Hainaut             | 1-2   | 20e        | 1                |
| 10 septembre 2011 | J05     | AC Ajaccio - VAFC             | Stade François-Coty          | 3-1   | 20e        | 1                |
| 17 septembre 2011 | J06     | VAFC - Dijon FCO              | Stade du Hainaut             | 4-0   | 18e        | 4                |
| 21 septembre 2011 | J07     | AS Nancy-Lorraine - VAFC      | Stade Marcel-Picot           | 1-1   | 16e        | 5                |
| 24 septembre 2011 | J08     | VAFC - Olympique de Marseille | Stade du Hainaut             | 1-1   | 16e        | 6                |
| 1er octobre 2011  | J09     | FC Lorient - VAFC             | Stade du Moustoir            | 2-0   | 19e        | 6                |
| 16 octobre 2011   | J10     | VAFC - FC Sochaux-Montbéliard | Stade du Hainaut             | 3-0   | 14e        | 9                |
| 22 octobre 2011   | J11     | AS Saint-Étienne - VAFC       | Stade Geoffroy-Guichard      | 1-0   | 15e        | 9                |
| 30 octobre 2011   | J12     | VAFC - LOSC Lille             | Stade du Hainaut             | 0-0   | 18e        | 10               |
| 6 novembre 2011   | J13     | Stade Rennais FC - VAFC       | Stade de la route de Lorient | 1-1   | 16e        | 11               |
| 20 novembre 2011  | J14     | VAFC - AJ Auxerre             | Stade du Hainaut             | 2-1   | 15e        | 14               |
| 26 novembre 2011  | J15     | Toulouse FC - VAFC            | Stadium de Toulouse          | 2-0   | 17e        | 14               |
| 21 novembre 2011  | J16     | Évian TG FC - VAFC            | Parc des Sports              | 2-1   | 17e        | 14               |
| 10 décembre 2011  | J17     | VAFC - Montpellier Hérault SC | Stade du Hainaut             | 1-0   | 17e        | 17               |
| 17 décembre 2011  | J18     | OGC Nice - VAFC               | Stade du Ray                 | 2-0   | 19e        | 17               |
| 21 décembre 2011  | J19     | VAFC - Olympique lyonnais     | Stade du Hainaut             | 1-0   | 13e        | 20               |

| Date            | Journée | Adversaire                    | Lieu                        | Score | Classement | Nombre de points |
| --------------- | ------- | ----------------------------- | --------------------------- | ----- | ---------- | ---------------- |
| 14 janvier 2012 | J20     | Bordeaux - VAFC               | Stade Jacques-Chaban-Delmas | 2-1   | 14e        | 20               |
| 29 janvier 2012 | J21     | VAFC - AC Ajaccio             | Stade du Hainaut            | 1-2   | 16e        | 20               |
| 4 février 2012  | J22     | Dijon FCO - VAFC              | Stade Gaston-Gérard         | 1-2   | 12e        | 23               |
| 11 février 2012 | J23     | VAFC - AS Nancy-Lorraine      | Stade du Hainaut            | 1-0   | 11e        | 26               |
| 18 février 2012 | J24     | Olympique de Marseille - VAFC | Stade Vélodrome             | 1-1   | 10e        | 27               |
| 25 février 2012 | J25     | VAFC - FC Lorient             | Stade du Hainaut            | 2-0   | 10e        | 30               |
| 3 mars 2012     | J26     | FC Sochaux-Montbéliard - VAFC | Stade Auguste-Bonal         | 1-1   | 11e        | 31               |
| 10 mars 2012    | J27     | VAFC - AS Saint-Étienne       | Stade du Hainaut            | 1-2   | 11e        | 31               |
| 18 mars 2012    | J28     | LOSC Lille - VAFC             | Stadium Lille Métropole     | 4-0   | 11e        | 31               |
| 24 mars 2012    | J29     | VAFC - Stade Rennais FC       | Stade du Hainaut            | 1-0   | 11e        | 34               |
| 31 mars 2012    | J30     | AJ Auxerre - VAFC             | Stade de l'Abbé-Deschamps   | 2-0   | 12e        | 34               |
| 7 avril 2012    | J31     | VAFC - Toulouse FC            | Stade du Hainaut            | 2-0   | 12e        | 37               |
| 15 avril 2012   | J32     | VAFC - Évian TG FC            | Stade du Hainaut            | 0-3   | 12e        | 37               |
| 21 avril 2012   | J33     | Montpellier Hérault SC - VAFC | Stade de la Mosson          | 1-0   | 13e        | 37               |
| 29 avril 2012   | J34     | VAFC - OGC Nice               | Stade du Hainaut            | 2-0   | 12e        | 40               |
| 2 mai 2012      | J35     | Olympique lyonnais - VAFC     | Stade de Gerland            | 4-1   | 12e        | 40               |
| 6 mai 2012      | J36     | VAFC - Paris Saint-Germain    | Stade du Hainaut            | 3-4   | 12e        | 40               |
| 13 mai 2012     | J37     | Stade brestois 29 - VAFC      | Stade Francis-Le Blé        | 1-0   | 12e        | 40               |
| 20 mai 2012     | J38     | VAFC - SM Caen                | Stade du Hainaut            | 3-1   | 12e        | 43               |

Légende :
- Victoire
- Match nul
- Défaite

Note : L'équipe indiquée en premier joue à domicile.

### Classement final

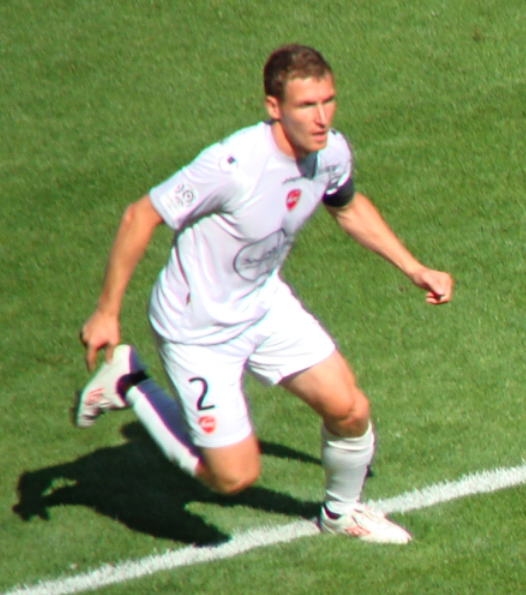
Ducourtioux lors d'un match à l'extérieur de championnat.

Le Valenciennes FC finit douzième de Ligue 1. Au niveau purement sportif, ils ont acquis leur maintien parmi l'élite du football français. Leur bilan est de 12 victoires, 7 nuls et 19 défaites. Ils ont inscrit 40 buts et en ont encaissé 50. Le club totalise 43 points, soit cinq de plus que le premier relégable, le SM Caen, et huit de plus que la lanterne rouge : l'AJ Auxerre. Ainsi, ils possèdent la treizième meilleure attaque du championnat, derrière le FC Sochaux-Montbéliard et devant l'OGC Nice, et la huitième pire défense, derrière l'Olympique Lyonnais et devant le FC Lorient.
| Rang | Équipe                     | Pts | J  | G  | N  | P  | Bp | Bc | Diff |
| ---- | -------------------------- | --- | -- | -- | -- | -- | -- | -- | ---- |
| 1    | Montpellier HSC            | 82  | 38 | 25 | 7  | 6  | 68 | 34 | +34  |
| 2    | Paris SG                   | 79  | 38 | 23 | 10 | 5  | 75 | 41 | +34  |
| 3    | Lille OSC T                | 74  | 38 | 21 | 11 | 6  | 72 | 39 | +33  |
| 4    | Olympique lyonnais C       | 64  | 38 | 19 | 7  | 12 | 64 | 51 | +13  |
| 5    | Girondins de Bordeaux      | 61  | 38 | 16 | 13 | 9  | 53 | 41 | +12  |
| 6    | Stade rennais              | 60  | 38 | 17 | 9  | 12 | 53 | 44 | +9   |
| 7    | AS Saint-Étienne           | 57  | 38 | 16 | 9  | 13 | 49 | 45 | +4   |
| 8    | Toulouse FC                | 56  | 38 | 15 | 11 | 12 | 37 | 34 | +3   |
| 9    | Évian Thonon Gaillard P    | 50  | 38 | 13 | 11 | 14 | 54 | 55 | -1   |
| 10   | Olympique de Marseille S L | 48  | 38 | 12 | 12 | 14 | 45 | 41 | +4   |
| 11   | AS Nancy-Lorraine          | 45  | 38 | 11 | 12 | 15 | 38 | 48 | -10  |
| 12   | Valenciennes FC            | 43  | 38 | 12 | 7  | 19 | 40 | 50 | -10  |
| 13   | OGC Nice                   | 42  | 38 | 10 | 12 | 16 | 39 | 46 | -7   |
| 14   | FC Sochaux-Montbéliard     | 42  | 38 | 11 | 9  | 18 | 40 | 60 | -20  |
| 15   | Stade brestois 29          | 41  | 38 | 8  | 17 | 13 | 31 | 38 | -7   |
| 16   | AC Ajaccio P               | 41  | 38 | 9  | 14 | 15 | 40 | 61 | -21  |
| 17   | FC Lorient                 | 39  | 38 | 9  | 12 | 17 | 35 | 49 | -14  |
| 18   | SM Caen                    | 38  | 38 | 9  | 11 | 18 | 39 | 59 | -20  |
| 19   | Dijon FCO P                | 36  | 38 | 9  | 9  | 20 | 38 | 63 | -25  |
| 20   | AJ Auxerre                 | 34  | 38 | 7  | 13 | 18 | 46 | 57 | -11  |

Qualifications européennes
Ligue des champions 2012-2013
- 1er et 2e : phase de groupes
- 3e : tour de barrages pour non-champions

Ligue Europa 2012-2013
- C : phase de groupes
- 5e : tour de barrage
- L : 3e tour de qualification

Relégation
- 18e, 19e et 20e : relégation en Ligue 2

Abréviations
T : Tenant du titre

P : Promus de Ligue 2

S : Vainqueur du Trophée des champions 2011

C : Vainqueur de la Coupe de France 2011-2012

L : Vainqueur de la Coupe de la Ligue 2011-2012

## Issue de la saison
À l'issue de la saison, le Valenciennes FC est douzième de Ligue 1. Leur parcours en Coupe de France de football 2011-2012 les voit atteindre les quarts de finale, tandis qu'il est éliminé dès son entrée en Coupe de la Ligue française de football 2011-2012.
| Compétition       | Classement final | M.J. | G. | N. | P. |
| ----------------- | ---------------- | ---- | -- | -- | -- |
| Ligue 1           | 12e / 20         | 38   | 12 | 7  | 19 |
| Coupe de France   | 1/4 de finale    | 4    | 3  | 0  | 1  |
| Coupe de la Ligue | 16e de finale    | 1    | 0  | 0  | 1  |

Ainsi, le club a atteint son objectif, c'est-à-dire le maintien dans ce championnat de Ligue 1 où trois clubs sont relégués : le Stade Malherbe de Caen, le Dijon FCO et l'AJ Auxerre.

## Joueurs

### Effectif
L'effectif comprend 26 joueurs.

### Statistiques individuelles

#### Buteurs
| Joueur               | Total | Ligue 1 | Coupe de France | Coupe de la Ligue |
| -------------------- | ----- | ------- | --------------- | ----------------- |
| Gaël Danic           | 8     | 7       | 1               |                   |
| Vincent Aboubakar    | 8     | 6       | 2               |                   |
| Renaud Cohade        | 7     | 7       |                 |                   |
| Foued Kadir          | 6     | 4       | 2               |                   |
| Mamadou Samassa      | 5     | 4       | 1               |                   |
| Grégory Pujol        | 4     | 3       |                 | 1                 |
| Rémi Gomis           | 3     | 3       |                 |                   |
| Mathieu Dossevi      | 3     | 1       | 1               | 1                 |
| Nicolas Isimat-Mirin | 2     | 1       | 1               |                   |
| José Saez            | 1     | 1       |                 |                   |
| Gil                  | 1     | 1       |                 |                   |
| Total                | 48    | 38      | 8               | 2                 |

#### Passeurs
| Joueur               | Total | Ligue 1 | Coupe de France | Coupe de la Ligue |
| -------------------- | ----- | ------- | --------------- | ----------------- |
| Renaud Cohade        | 4     | 4       |                 |                   |
| Foued Kadir          | 3     | 3       |                 |                   |
| Vincent Aboubakar    | 2     | 2       |                 |                   |
| Gaël Danic           | 2     | 2       |                 |                   |
| Nam Tae-hee          | 1     | 1       |                 |                   |
| David Ducourtioux    | 1     | 1       |                 |                   |
| Nicolas Isimat-Mirin | 1     | 1       |                 |                   |
| Total                | 14    | 14      |                 |                   |

### Statistiques diverses
Buts
- Premier but de la saison :   45+1e de Rémi Gomis lors du match Paris SG - Valenciennes FC le dimanche 21 août 2011.
- Penaltys pour / penaltys contre : 6 pénaltys pour / 5 pénaltys contre
- Premier doublé : Grégory Pujol lors du match Valenciennes FC - Dijon FCO le 17 septembre 2011
- Premier triplé :
- But le plus rapide d'une rencontre :
  -   3e de Renaud Cohade lors du match Valenciennes FC - Dijon FCO le samedi 4 février 2011.
- But le plus tardif d'une rencontre :
  -   90+2e de José Saez lors du match Valenciennes FC - Olympique de Marseille le samedi 24 septembre 2011.
  -   90+2e de Mamadou Samassa lors du match Valenciennes FC - AS Nancy Lorraine le samedi 11 février 2012.
- Plus large victoire :
  - 4 - 0 lors du match Valenciennes FC - Dijon FCO le samedi 17 septembre 2011.
- Plus grand nombre de buts dans une rencontre :
  - 7 buts lors du match Valenciennes FC - Paris SG le dimanche 6 mai 2012 : 3-4.
- Plus grand nombre de buts dans une période :
  - 5 buts lors de la 1re mi-temps du match Valenciennes FC - Paris SG le dimanche 6 mai 2012 : 3-4 (2-3 à la mi-temps).

Discipline
- Premier carton jaune : Carlos Sánchez  17e lors de SM Caen - Valenciennes FC, le 6 août 2011
- Premier carton rouge : José Saez   80e lors de Dijon FCO - Valenciennes FC, le 31 août 2011
- Plus grand nombre de cartons jaunes dans un match : 7 cartons jaunes :
  - Lors de FC Lorient - Valenciennes FC : à Yann Jouffre, Kévin Monnet-Paquet, Alaixys Romao (Lorient), David Ducourtioux, Benjamin Angoua, Carlos Sánchez et Vincent Aboubakar (Valenciennes).
  - Lors de Stade rennais FC - Valenciennes FC : à Víctor Hugo Montaño, Kévin Théophile-Catherine, Youssouf Hadji (Rennes), Benjamin Angoua, Vincent Aboubakar, Rudy Mater et José Saez (Valenciennes).
  - Lors de Valenciennes FC - Toulouse FC : à Rudy Mater, Gaël Danic, Rémi Gomis (Valenciennes), Étienne Capoue, Aymen Abdennour, Serge Aurier et Daniel Congré (Toulouse).
- Plus grand nombre de cartons rouges dans un match : 2 cartons rouges :
  - Lors de Valenciennes FC - AS Saint-Étienne : à Carlos Sánchez (Valenciennes) et Jean-Pascal Mignot (Saint-Étienne).

## Aspects socio-économiques

### Résultats financiers
Le budget prévisionnel est estimé à 30 millions d'euros.

### Affluences
Pour sa sixième saison consécutive en Ligue 1, Valenciennes réalise la meilleure affluence moyenne de son histoire, soit 15 373 spectateurs par match à domicile.
Lors de cette édition du championnat de France, ce sont les venues de l'Olympique de Marseille, du Lille Olympique Sporting Club, et du Stade brestois 29, respectivement dixième, troisième, et quinzième en fin de saison, qui obtiennent les meilleures affluences. Valenciennes a la onzième affluence, devant l'AS Nancy-Lorraine et le SM Caen.
On observe deux pics d'affluence, le premier lors du match opposant l'Olympique de Marseille au Valenciennes FC du 24 septembre 2011, et le second lors du match opposant les Valenciennois au LOSC. Les deux plus faibles affluences du club lors de la saison 2011-2012 sont réalisées face au Stade rennais et face à l'AS Nancy-Lorraine.
À l'extérieur, le record d'affluence est réalisé lors du match contre l'OM au Stade Vélodrome, avec près de 41 050 personnes. Ce record est suivi par le match disputé au Parc des Princes de Paris, qui est suivi par 35 675 spectateurs.

### Couverture médiatique
Valenciennes a les honneurs d'une diffusion en première partie de soirée, le dimanche à 21 h, lors de la 12e journée contre Lille (0-0). Le match retour est également diffusé dans ces conditions, lors de la 28e journée (défaite 4-0).